# Jacques Rémond
Jacques Rémond, ou Jacky Rémond, né le 23 janvier 1948 à Nice, est un footballeur français évoluant au poste de milieu de terrain ou d'attaquant du milieu des années 1960 au milieu des années 1970.

## Biographie
Jacques Rémond joue 31 matchs de Division 1 et 67 matchs de Division 2 avec l'AS Monaco, l'AS Cannes, le Paris SGFC et Avignon Football 84 entre 1967 et 1973.
Il rejoint le Paris Saint-Germain Football Club, juste après la fusion du stade Saint-Germain et du Paris Football Club en 1970. La saison suivante, il accède à la Ligue 1 avec le club parisien qui devient professionnel avec d'autres joueurs pros comme Jean Djorkaeff, Roland Mitoraj, Jean-Claude Bras, Jean-Pierre Destrumelle.

## Palmarès
- Championnat de France de Division 2 : 
  - Vainqueur du groupe Centre et champion en 1971 avec le Paris SGFC.